# Abraham Uswald
Abraham Uswald († 5. Mai 1592) war ein leitender kursächsischer Beamter. Er war von 1582 bis zu seinem Tod Amtsschösser des Amtes Chemnitz im Erzgebirge.

## Leben und Wirken
Er war der Bruder von Wenzel Uswald, der bis 1582 Amtsschösser in Chemnitz war. Nach dessen Tod übernahm Abaraham Uswald dieses Amt, das er zehn Jahre ausübte. Zuvor hatte er im Amt Chemnitz mindestens seit 1571 als Austeiler gearbeitet. In den Jahren 1579 bis 1580 war er als Verwalter des Klosters Sittichenbach eingesetzt, wurde allerdings entlassen.

## Familie
Abraham Uswald war unglücklich verheiratet und führte einen längeren Prozess gegen seine Schwiegermutter vor dem Oberkonsistorium Dresden.